# Dulacia papillosa
Dulacia papillosa é um gênero de plantas com flores, que foi descrito pela primeira vez por Antonia Rangel Bastos, e foi nomeada por HO Sleumer. Dulacia papillosa pertence ao gênero Dulacia e à família Olacaceae.
É encontrada nas regiões nordeste e centro-oeste do Brasil, nos estados da Bahia e de Mato Grosso.